# Hypopachus
Hypopachus is een geslacht van kikkers uit de familie smalbekkikkers (Microhylidae). De groep werd voor het eerst wetenschappelijk beschreven door Wilhelm Moritz Keferstein in 1867.
Er zijn vier soorten waarvan er twee vroeger tot het geslacht Gastrophryne werden gerekend; Hypopachus pictiventris en Hypopachus ustus. Alle soorten komen voor in delen van Noord- en Midden-Amerika; van het zuiden van de Verenigde Staten tot Costa Rica.

## Taxonomie
Geslacht Hypopachus
- Soort Hypopachus barberi
- Soort Hypopachus pictiventris
- Soort Hypopachus ustus
- Soort Hypopachus variolosus – Schaapskikker

'
Chiasmocleis · 
Ctenophryne · 
Dasypops · 
Dermatonotus · 
Elachistocleis · 
Gastrophryne · 
Hamptophryne · 
Hypopachus · 
Nelsonophryne